# Itodacne paradoxus
Itodacne paradoxus är en skalbaggsart som beskrevs av Van Zwaluwenburg 1966. Itodacne paradoxus ingår i släktet Itodacne och familjen knäppare. Inga underarter finns listade i Catalogue of Life.